# Château de Villiers-Saint-Denis
Le château de Villiers-Saint-Denis est un château situé à Villiers-Saint-Denis, en France.

## Localisation
Le château est situé sur la commune de Villiers-Saint-Denis, dans le département de l'Aisne.

## Historique
Sanatorium dont les pavillons de soin ont été édifiés dans le parc a ouvert en 1930, reconverti en hôpital aujourd'hui avec un parc de 42 hectares. Le docteur André Bocquet, ancien médecin directeur du centre médico-chirurgical de « la Renaissance sanitaire », fondation assurant la gestion de l'établissement hospitalier installé dans le château et dans le parc de celui-ci, a écrit un ouvrage (48 pages, éditions de la Fondation « la Renaissance sanitaire ») consacré à l'historique du château.
La propriété, qui fut une résidence d'Émilien de Nieuwerkerke, directeur des musées de France en 1849 puis surintendant des Beaux-Arts à partir de 1863, proche de l'empereur Napoléon III, a été reconstruite au XVIIIe siècle sur l'emplacement d'un château médiéval dont subsistent quelques rares vestiges (éléments de fondations), encore visibles dans les caves du château actuel.
Le monument est inscrit au titre des monuments historiques en 2007.